# I Szuhjok
I Szuhjok (Lee Su-hyeok) (hangul: 이수혁, handzsa: 李秀赫; gyakori romanizációval: Lee Soo-hyuk; 1988. május 31.–) dél-koreai modell, színész.

## Élete és pályafutása
I Hjokszu (이혁수, 李赫秀 , Lee Hyeok-su) néven született, 2006-ban kezdett modellkedni, Csong Ukcsun (정욱준, Jeong Uk-jun) divattervező Lone Costume című divatbemutatóján debütált. Olyan hazai márkákat képviselt a kifutón, mint a General Idea vagy a Song Zio, szerepelt a GQ, a Bazaar és az Elle címlapján. Miután 2009-ben és 2010-ben a Gavy NJ és a 2NE1 együttesek videóklipjében szerepelt, a színészi szakma felé fordult. I Szuhjok (Lee Su-hyeok) művésznéven kezdett el filmezni, olyan televíziós sorozatokban szerepelt, mint a White Christmas (2011), a  Deep Rooted Tree (2011) és a Vampire Idol (2011-2012). Filmekben is játszott, például a The Boy from Ipanema-ban (2010), a Runway Copban (2012) és a Horror Stories 2-ben (2013).
2013-ban a Style Minutes magazin a „13 legjobb új férfiarc” közé választotta a londoni és a párizsi divathét alkalmából.
2014-ben I (Lee) otthagyta ügynökségét, a SidusHQ-t és a Star J Entertainmenthez szerződött. Ezt követően a tvN csatorna High School King of Savvy és Valid Love című sorozataiban játszott, majd 2015-ben a Pamul konnun szonbi című sorozatban egy vámpírt alakított.

## Filmográfia

### Televíziós sorozatok
| Év   | Cím                       | Szerep                           | Csatorna |
| ---- | ------------------------- | -------------------------------- | -------- |
| 2011 | White Christmas           | Jun Szu (Yun Su)                 | KBS2     |
| 2011 | Deep Rooted Tree          | Jun Phjong (Yun Pyeong)          | SBS      |
| 2011 | What's Up                 | I Szubin (Lee Su-bin)            | MBN      |
| 2011 | Vampire Idol              | Mukadil Kejua/Szuhjok (Su-hyeok) | MBN      |
| 2013 | Shark                     | Kim Szuhjon (Kim Su-hyeon)       | KBS2     |
| 2014 | High School King of Savvy | Ju Dzsinu (Yu Jin-u)             | tvN      |
| 2014 | Valid Love                | Kim Dzsun (Kim Jun)              | tvN      |
| 2015 | Pamul konnun szonbi       | Kü (Gwi)                         | MBC      |
| 2016 | Neighborhood Hero         | Cshö Cshangju (Choi Chan-gyu)    | OCN      |
| 2016 | Unppal Romance            | Cshö Gonuk (Choi Geon-uk)        | MBC      |

### Film
| Év   | Cím                  | Szerep                   | Megjegyzés              |
| ---- | -------------------- | ------------------------ | ----------------------- |
| 2006 | My Boss, My Teacher  | diák                     |                         |
| 2010 | The Boy from Ipanema | fiú                      |                         |
| 2012 | Runway Cop           | Kim Szunho (Kim Sun-ho)  |                         |
| 2013 | Horror Stories 2     | Szonggjon (Seong-gyeon ) | The Cliff című szegmens |

## Díjai és elismerései
| Év   | Díj                                     | Kategória                  | Díjazott            | Eredmény |
| ---- | --------------------------------------- | -------------------------- | ------------------- | -------- |
| 2007 | Korea Fashion Photographers Association | Legjobb új modell          |                     | Elnyerte |
| 2008 | 25. Korea Best Dresser Swan Awards      | Legjobban öltözött modell  |                     | Elnyerte |
| 2014 | 29. Korea Best Dresser Swan Awards      | Legjobban öltözött színész |                     | Elnyerte |
| 2015 | MBC Drama Awards                        | Legjobb új színész         | Pamul konnun szonbi | Elnyerte |

## Fordítás
Ez a szócikk részben vagy egészben  a   Lee Soo-hyuk című angol Wikipédia-szócikk ezen változatának fordításán alapul.  Az eredeti cikk szerkesztőit annak laptörténete sorolja fel. Ez a jelzés csupán a megfogalmazás eredetét és a szerzői jogokat jelzi, nem szolgál a cikkben szereplő információk forrásmegjelöléseként.